# Tema (film)
Tema è un film del 1979 diretto da Gleb Panfilov.
Il film ebbe numerosi problemi di censura; la versione completa fu distribuita nel 1986 e l'anno seguente si aggiudicò l'Orso d'oro al Festival di Berlino.

## Trama
Un celebre scrittore di successo osannato dal regime, Kim Esenin, vive una situazione di crisi creativa accompagnata da un difetto di autenticità, sia come artista che come essere umano. Per ritrovare una vena pura torna nella sua terra natale, Suzdal, un villaggio rurale lontano dalla  capitale Mosca, che all'arrivo si distende in un paesaggio avvolto dalla neve. Esenin è accompagnato dalla sua collega, Svetlana, e dall'amico scrittore, Igor. La sua fama è universale, perfino un agente che li ferma dopo che hanno commesso un'infrazione, chiede un autografo, pur non lasciandosi corrompere. Ospite dell'amico Pashin e di Maria, vi conosce la guida del museo locale, Sasha Nikolaieva. Si innamora di lei ritrovando così una propria dimensione autentica, ma ella, onestamente, le dice che le sue ultime commedie non hanno alcun valore artistico. Quando Kim si rende conto che la bella e intelligente ragazza è perdutamente innamorata di uno scrittore di talento inviso al regime e in procinto di emigrare lasciandola in tal modo disperata alla sua solitudine, tocca con mano il suo fallimento. Rabbiosamente riprende l'automobile per dirigersi a forte velocità a Mosca. Vittima di un incidente sarà raccolto dallo stesso agente che aveva incontrato durante l'infrazione tollerata.

## Accoglienza
Il film è censurato e può uscire, sia in Russia che all'estero, soltanto nel 1986. Ben rappresenta, è stato scritto, l'apertura desiderata da Gorbaciov e applicata da Emem Klimov.
Stéphane Braunschweig dedica una scheda critica su Cahiers du cinéma in occasione dell'uscita del film in Francia, dove tra le altre cose scrive che il ragionamento di Panfilov, pur essendo critico, non è certo dissidente, essendo la tematica del legame con il popolo perfettamente ortodossa. Il regista manifesta soltanto la speranza di una messa a punto del sistema dell'arte nell'Unione Sovietica del tempo.
.

## Riconoscimenti
- 1987 - Festival internazionale del cinema di Berlino
  - Orso d'oro
  - Premio FIPRESCI